# 329 (số)
329 (ba trăm hai mươi chín) là một số tự nhiên ngay sau 328 và ngay trước 330.